# Out in Ost-Berlin
Out in Ost-Berlin ist ein deutscher Dokumentarfilm von Jochen Hick und Andreas Strohfeldt aus dem Jahr 2013.

## Inhalt
In zahlreichen Interviews, ergänzt durch Archivmaterial, erinnern sich Schwule und Lesben an ihr homosexuelles Leben in der ehemaligen DDR. Nachdem Homosexualität lange Zeit im Verborgenen existierte, wurde deren Strafbarkeit 1968 abgeschafft. Mitte der 1970er Jahre bildeten sich in Ost-Berlin Selbsthilfegruppen, die es queeren Menschen erleichterten, sich zu ihrer Sexualität zu bekennen. Unter dem Schutz der Kirchen entwickelten sie offen gelebte, schwul/lesbische Lebensformen als Alternative zur Kleinfamilie. Doch wurden die Aktivisten dabei von der Stasi überwacht. Unzählige Akten-Dossiers zeugen von ihren Aktivitäten bis hin in ihre Intimsphäre. Out in Ost-Berlin begleitet die Erzählungen von schwulen Männern und lesbischen Frauen durch die sozialistische DDR bis zum Mauerfall.

## Protagonisten
Im Film kommen vor allem Zeitzeugen zu Wort, die sich für die Gleichstellung von Lesben und Schwulen in der DDR einsetzten:
- Peter Bausdorf (* 1942): Er erlebte sein Coming-out in den 1950er Jahren und war im Zeitraum der Dreharbeiten bereits 48 Jahre mit seinem Partner zusammen. Mit seinem Freundeskreis veranstaltete er große Partys mit bis zu 50 Gästen und eigens inszenierten Travestie‐Programmen.
- Bettina Dziggel (* 1960, † 2022): Sie beteiligte sich zunächst in Friedensgruppen, war 1983/84 eine der Gründerinnen des Arbeitskreises „Homosexuelle Selbsthilfe – Lesben in der Kirche“ bei der Gethsemanegemeinde, in dem sie sich bis zum Ende der DDR engagierte.
- Michael Eggert (* 1953): Er war neben Peter Rausch einer der Mitgründer und aktivsten Mitglieder der Gruppe Homosexuelle Interessengemeinschaft Berlin (HIB). Nach dem Ende der HIB engagierte er sich in den 80er Jahren in kirchlichen Gruppen und später im säkularen Sonntagsklub.
- Andreas Fux (* 1964): Er war in Ostberlin der erste Fotograf von Männerakten.
- Marinka Körzendörfer (* 1960): Sie war Mitglied der ersten ostdeutschen Lesbengruppe „Homosexuelle Selbsthilfe – Lesben in der Kirche“ bei der Gethsemanegemeinde.
- Marina Krug (* 1960): Sie gründete 1983 mit anderen lesbischen Frauen den Arbeitskreis „Homosexuelle Selbsthilfe – Lesben in der Kirche“ bei der Gethsemanegemeinde.
- Klaus Laabs (* 1950): Er engagierte sich in den Anfang der 80er Jahre entstehenden Schwulen- und Lesbengruppen. Sein Ziel war es, innerhalb der SED die Schwulenfrage zu diskutieren. Als Konsequenz wurde er 1984 aus der Partei ausgeschlossen und verlor seine beruflichen Perspektiven.
- Jürgen Litfin (* 1937): Er war der Bruder von Günter Litfin, der am 24. August 1961 bei seinem Versuch, durch den Humboldthafen schwimmend nach Westberlin zu gelangen, von DDR Grenzpolizisten erschossen und damit das erste durch Schüsse getötete Maueropfer wurde.
- Christian Pulz (* 1944, † 2021): Er gründete mit Gleichgesinnten Arbeitskreise, in denen sich Lesben und Schwule für ihre Emanzipation engagieren („Schwule in der Kirche – Arbeitskreis Homosexuelle Selbsthilfe“).
- Michael Raimann (* 1956): Er organisierte mit Freunden in einer besetzten Wohnung im Prenzlauer Berg, Partys und Performances, die sich nachhaltig ins kollektive Gedächtnis einschrieben, u. a. 1983 das Travestie-Kabarett El-Friede muss bewaffnet sein.
- Peter Rausch (* 1950): Er war Mitbegründer der HIB.
- Eduard Stapel (1953–2017): Er war Mitgründer des Arbeitskreises Homosexualität bei der Evangelischen Studentengemeinde in Leipzig. Von 1985 bis 1990 war er Angestellter für Schwulenarbeit bei der Evangelischen Stadtmission in Magdeburg. Er engagierte sich vehement für die Gründung von Arbeitskreisen Homosexualität in vielen, auch kleineren Städten der DDR und befand sich deshalb im Visier der Staatssicherheit.
- Peter Tatchell (* 1952): Er engagierte sich schon früh für die Rechte von Lesben und Schwulen. 1973 verteilte er Flugblätter zusammen mit der HIB bei den Weltfestspielen der Jugend und Studenten.

## Produktion und Veröffentlichung
Der Film erhielt eine Förderung der Filmförderung Hamburg Schleswig-Holstein GmbH und der MFG Filmförderung Baden-Württemberg.
Er wurde am 13. Februar 2013 auf der Berlinale uraufgeführt und hatte seinen Kinostart am 31. Oktober 2013.
Er fand sowohl in Deutschland als auch international Beachtung. Im selben Jahr lief er auf weiteren Filmfestivals und in Kinos weltweit.
Out in Ost-Berlin ist der erste Teil einer queeren Berlin-Trilogie von Jochen Hick. Der zweite Teil Mein wunderbares West-Berlin wurde 2017 auf der Berlinale uraufgeführt. Der dritte Teil (1990–2024) Queer Exile Berlin feierte seine Deutschlandpremiere bei den Internationalen Hofer Filmtagen 2023.

## Rezeption
Out in Ost-Berlin wurde überwiegend positiv besprochen. So schreibt Stefan Volk im Filmdienst: „Exemplarisch wird das ambivalente Verhältnis des DDR-Staatsapparates zur Homosexualität deutlich. Einerseits wurde der berüchtigte Paragraph 175, der Sex zwischen Männern unter Strafe stellte, in der DDR bereits 1968 (und damit deutlich früher als in der Bundesrepublik) abgeschafft, andererseits galt Homosexualität als Ausdruck westlicher Dekadenz, die im kleinbürgerlichen DDR-Idyll keinen Platz haben sollte.“
Claus Löser geht auf Brüche in den Lebensläufen der Protagonisten in der Berliner Zeitung ein: „Der Film macht nicht den Fehler, die unterschiedlichen Positionen im Nachhinein zu kanonisieren – er lässt die Widersprüche der Figuren stehen.“ In epd-Film betont Manfred Riepe die humorvolle Verbindung persönlicher Geschichten mit politischem Kontext: „Der Film blickt anhand 13 Protagonisten in den Mikrokosmos schwul/lesbischen Lebens in der DDR. Persönliche Dramen werden mit politischen Kontext sowie Witz und Humor verbunden.“ Die große Anzahl an Zeitzeugnissen wird von Johan Dehoust in Der Spiegel jedoch auch problematisiert, wenn es darum geht Nähe zu den Protagonisten herzustellen. „Wenn man an Out in Ost-Berlin etwas kritisieren kann, dann, dass sich der Film nicht ausreichend Zeit für die Emotionen seiner Protagonisten nimmt. Man möchte sie näher kennenlernen. Die Filmemacher aber springen zu rasant zwischen ihnen hin und her. Das bringt Tempo, aber auch Distanz.“
In der TAZ hebt Detlef Kuhlbrodt das gelungene Zusammenspiel mit Archivaufnahmen von Wochenschauen, aber auch Super-8-Aufnahmen aus privatem Fundus hervor.